# هملین (آیووا)
هملین (به انگلیسی: Hamlin) یک منطقهٔ مسکونی در ایالات متحده آمریکا است که در آیووا واقع شده‌است. هملین ۳۸۴٫۰۵ متر بالاتر از سطح دریا واقع شده‌است.